# Delma desmosa
Delma desmosa — вид геконоподібних ящірок родини лусконогових (Pygopodidae). Ендемік Австралії. 

## Поширення й екологія
Delma desmosa мешкають у внутрішніх районах Західної Австралії, на південному заході Північної Території та на північному заході Південної Австралії. Вони живуть на спініфексових пустищах та в пустелях. Відкладають яйця.